# Benjamin Daydon Jackson

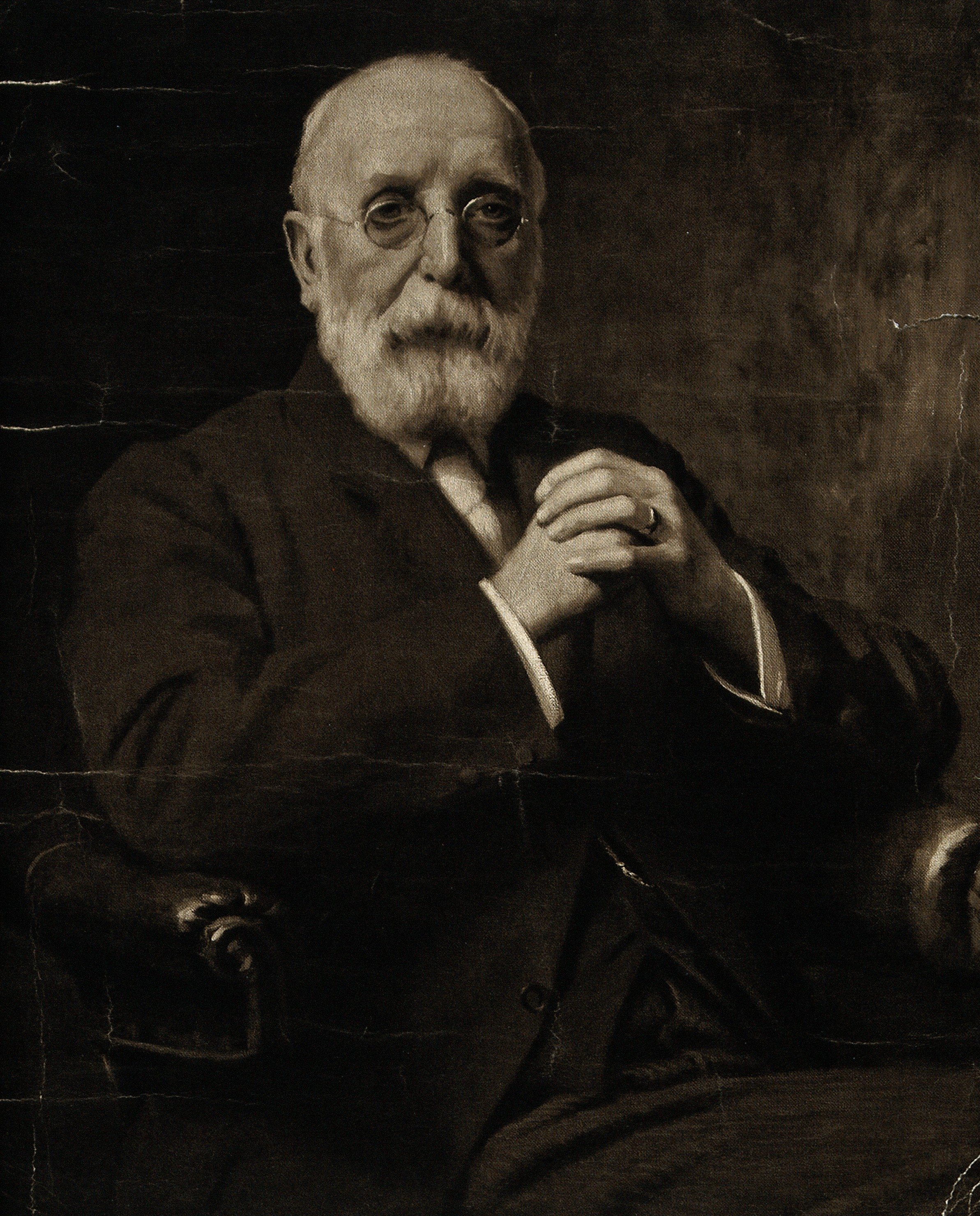
Benjamin Daydon Jackson.

Benjamin Daydon Jackson, född den 3 april 1846 i London, död där den 12 oktober 1927, var en engelsk botaniker. Auktorsnamnet  B.D.Jacks. kan användas för Benjamin Daydon Jackson i samband med ett vetenskapligt namn inom botaniken; se Wikipediaartiklar som länkar till auktorsnamnet.
Jackson, som blev generalsekreterare vid Linnean Society of London 1902 och filosofie hedersdoktor vid Linnéjubileet i Uppsala 1907, ägnade sig mest åt botanisk bibliografi och utgav Guide to the literature of botany (1881) och Literature of vegetable technology (1882). Mest bekant är han genom Index Kewensis plantarum phanerogamarum (4 band; 1893-1895), fortsatt av honom och andra personer med Supplementum l-3 (1901-1908); i detta mycket uppskattade arbete 
är alla till och med 1905 uppställda släkten och arter av fanerogamer uppräknade med angivande av källskrifter, synonym och förekomst. Från 1901, då International catalogue of scientific literature började, var Jackson redaktör för avdelningen botanik.